# Handelsministre fra Færøerne
Handelsministeren (færøsk: landsstýrismaðurin í handilsmálum) var en ministerpost i Færøernes regering fra 1970-85 og igen fra 1995-96 med ansvar for udenrigshandel. Efter 1985 har udenrigshandel hørt sammen med de øvrige erhvervspolitiske sager.
| Periode   | Navn                   | Parti               | Portefølje                                                          |
| --------- | ---------------------- | ------------------- | ------------------------------------------------------------------- |
| 1970–1975 | Eli Nolsøe             | Sambandsflokkurin   | Fiskeri-, handels- og justitssager                                  |
| 1975–1981 | Dánjal Pauli Danielsen | Fólkaflokkurin      | Handels-, landbrugs- og skolesager                                  |
| 1981–1983 | Olaf Olsen             | Fólkaflokkurin      | Fiskeri- og handelssager                                            |
| 1983–1985 | Anfinn Kallsberg       | Fólkaflokkurin      | Fiskeri- og handelssager                                            |
| 1995-1996 | Axel H. Nolsøe         | Verkamannafylkingin | Industri-, handels-, landbrugs-, arbejds, velfærds- og justitssager |